# Esad Paša Toptani
Esad-paša Toptani (albanski: Esat Pashë Toptani), oko 1863. – 13. lipnja 1920.), bio je osmanski general i albanski političar s početka 20. stoljeća.
Tijekom okupacije Albanije u balkanskim ratovima, Esad Paša je surađivao sa srpskom i crnogorskom vladom protiv privremene albanske vlade Ismaila Kemalija. U previranjima nakon proglašenja neovisnosti Albanije, krajem 1913. godine je uz pomoć Srbije preuzeo vlast u središnjoj Albaniji, uspostavivši neku vrstu marionetske države. Nakon toga, nakratko je stekao visok položaj u vladi Wilhelma von Wieda, dok nije 1914. godine prognan iz zemlje.
Tijekom Prvoga svjetskog rata bio je na strani Srbije, omogućivši joj povlačenje preko Albanije. Nakon rata se Saveznicima pokušao predstaviti kao jedini legitimni vladar i vratiti u zemlju. 1920. godine ubio ga je u Parizu albanski aktivist Avni Rustemi.

## Obitelj Toptani
Esad-paša potječe iz bogate zemljoposjedničke obitelj Toptani, koja je imala mnoge posjede u oblasti Tirane. Njegov otac se zvao Salih-beg Toptani. Esad je imao i sestru koja se zvala Sadije koja je kasnije bila druga žena Džemal-paše Zogua i majka Zoga I. od Albanije. Obitelj Toptani je jedna od najstarijih albanskih feudalnih obitelji i jedna od nekoliko koje su preuzele kontrolu nad dijelom teritorija Srpskog carstva cara Dušana poslije smrti cara Dušana i raspada njegovog carstva 1355. godine. Karlo Topija (sin Andreje Topije koji je sin najstarijeg poznatog, iako ne i u povijesnim izvorima u potpunosti dokumentiranog, predstavnika ove obitelji Tanuša Topije) i izvanbračne kćeri napuljskog kralja Roberta I. Anžuvinca i vladao je dijelom današnje Albanije u razdoblju između 1359. i 1388. godine. Na vrhuncu njegove moći ovaj teritorij je obuhvaćao Elbasan, Drač, Kroju, Petrelu i područje oko Skadra. Ipak, krajem 14. stoljeća obitelj Kastrioti je preuzela kontrolu nad najvećim dijelom priobalnog dijela današnje Albanije.

## Karijera
Karijeru je započeo kao časnik osmanske vojske u carskoj palači u Istanbulu, a zatim u osmanskoj policiji. Kao bogati zemljoposjednik, vrlo brzo se popeo na ljestvici turske administrativne hijerarhije. Početkom 20. stoljeća imenovan je za zapovjednika žandarmerije Janjinskog vilajeta. Smatra se da je ovu poziciju zloupotrebljavao radi stjecanja osobne dobiti. U političkom životu je rano stekao reputaciju "beskrupuloznog oportunista". Godine 1908. se pridružuje mladoturcima i postaje zastupnik u skupštini Osmanskog carstva. Među Albancima je bio poznat kao "tiranin iz Tirane".

## Predaja Skadra
Za vrijeme srpsko-crnogorske opsade Skadra u Prvom balkanskom ratu, Esad Paša je bio zapovjednik pomoćnog garnizona u Skadru, pod zapovjedništvom turskog generala Hasana Rize. Odlukom velikih sila na Konferenciji veleposlanika u Londonu u prosincu 1912. godine, Skadar je dodijeljen novoformiranoj Albaniji. Turski zapovjednik Hasan Riza je trebao predati grad privremenoj vladi Albanije. Međutim, nakon nerazjašnjenog ubojstva generala Hasana Rize 18. siječnja 1913. godine, Esad Paša je preuzeo zapovjedništvo nad obranom grada. 23. travnja 1913. godine Esad Paša Toptani je predao Skadar crnogorskoj vojsci. Njemu i njegovim jedinicama je dozvoljeno napustiti grad pod oružjem i iznošenje većeg dijela vojnih zaliha. Smatra se da je Esad-paša ubio Hasana Rizu i predao Skadar Crnogorcima da bi ga oni zauzvrat priznali kao vladara središnje Albanije.
Esad-paša se nakon napuštanja Skadra, s velikim brojem naoružanih žandara, uključuje u borbe za vlast u središnjoj Albaniji. U previranjima nakon proglašenja neovisnosti, nije priznao nadležnost privremene vlade Albanije na čelu s Ismailom Kemalijem, već stvara vlastitu marionetsku državu uz pomoć Srbije.

## Srpska okupacija i Pašina vlast
Srpska vojska je između 1912. i 1913. godine zaposjela najveći dio sjeverne i središnje Albanije, zajedno s obalom na kojoj je najvažnija strateška točka bila luka Drač. Na osvojenom području su uspostavljene civilne vlasti i albanski teritorij je de facto pripojen Srbiji: 29. studenoga osnovan je drački okrug s četiri sreza: Drač, Lješ, Elbasan i Tirana.
Tijekom okupacije Albanije, Esad Paša je surađivao sa Srbijom, pristajući na izmjenu priznatih granica Kneževine Albanije u korist Srbije, Crne Gore i Grčke. U srpskoj vladi našao je podršku za svoju ambiciju da postane albanski vladar, a Albanija na čelu s Esad-pašom bila bi, zauzvrat, u srpskoj sferi utjecaja. Već početkom svibnja 1913. godine, Esad Paša je obavijestio crnogorskog kralja Nikolu da se namjerava proglasiti vladarom Albanije, i izrazio spremnost za suradnju s Balkanskim savezom.
Nakon pripajanja Kosova i Makedonije Kraljevini Srbiji, na teritoriju Albanije se našao veliki broj naoružanih dobrovoljaca izbjeglih iz tih oblasti, pod zapovjedništvom Hasana Prištine, Ise Boljetinca i privremene albanske vlade. Oni su se borili protiv Esad-paše i poticali ustanak albanskog naroda protiv srpske vlasti. Krajem rujna 1913. godine, dolazi do velikog albanskog ustanka u pograničnim oblastima Ljume, Debra, Struge, Ohrida i Đakovice. U pobuni je sudjelovalo oko 10.000 ustanika, na koje je Srbija poslala oko 20.000 vojnika. Albanska pobuna je krvavo ugušena uz mnoge ljudske žrtve.
Esad-paša se koristi ovim porazom provladinih snaga da sebe proglasi guvernerom Albanije, krajem rujna 1913. godine. On uz pomoć Srbije preuzima vlast u središnjoj Albaniji. Dana 16. listopada 1913. godine Esad Paša je proglasio suparničku Republiku Središnju Albaniju sa sjedištem u Draču. Njegova "država" je uglavnom obuhvaćala muslimansko stanovništvo središnje Albanije, bez katoličkih plemena sjevera i pravoslavnih s juga. Srbija je pomogala i druge lokalne poglavare koji su pružali otpor Kemalovoj vladi, upućujući ih na suradnju s Esad pašom. Srpski predsjednik vlade Nikola Pašić naređuje slanje novca i oružja njegovim pristalicama. Esad Paša je susjedna plemena (npr. Malisore) potčinjavao tako što im je oduzimao oružje, nakon čega su morali doći u Drač izjaviti mu lojalnost.

## Ministar u vladi Vilhelma od Vida
Velike sile su ga primorale 1. veljače 1914. godine priznati vlast knezu Wilhelmu von Wieda, a zauzvrat je dobio položaj ministra obrane i ministra unutarnjih poslova Albanije. Esad Paša zahtijeva od velikih sila da privremena vlada Albanije bude premještena u Drač, gdje će biti pod njegovom kontrolom. Međutim, on ubrzo pada u nemilost nakon što je, uz novčanu pomoć Italije, pokušao izvesti državni udar protiv Vilhelma od Vida. Paša je uhićen 19. svibnja 1914. godine i nakon suđenja za izdaju, osuđen na smrt. Samo intervencijom Italije mu je spašen život, nakon čega bježi u Italiju u izgnanstvo. Italija ga je podržavala jer je namjeravala trajno zauzeti Valonu nakon njegovog preuzimanja vlasti u Albaniji. Esad Paša je iz izgnanstva u Rimu održavao bliske odnose s vladama Srbije i Crne Gore.

## Sporazum s Nikolom Pašićem
Po izbijanju Prvoga svjetskog rata, Esad Paša dolazi u Niš, gdje potpisuje tajni ugovor o savezu sa srpskim predsjednikom vlade Nikolom Pašićem 17.  rujna 1914. godine. Ugovorom je predviđeno osnivanje zajedničkih političkih i vojnih institucija, vojni savez i izgradnja Jadranske pruge od Srbije do Drača. Sporazum je ostavljao mogućnost da Srbija, na poziv Esad Paše, vojno intervenira radi zaštite njegovog režima. Razgraničenje između dvije zemlje je trebalo utvrditi posebno srpsko-albansko povjerenstvo. Srbija se obvezala financirati Pašinu žandarmeriju i opskrbu vojnom opremom, plaćajući po 50.000 dinara mjesečno.
Zbog izbijanja Prvoga svjetskog rata i muslimanskog ustanka u središnoj Albaniji, Vilhelm od Vida napušta zemlju. Esad Paša se u listopadu 1914. godine prijeko Srbije vraća u Drač, s nekoliko tisuća dobrovoljaca skupljenih u okolini Debra. Početkom listopada 1914. godine uspostavlja svoju vladu i proglašava se za vrhovnog zapovjednika albanske vojske.
Početkom studenoga 1914. godine Osmansko Carstvo ulazi u rat na strani Središnjih sila, čime Esad-Paša, saveznik Srbije i Antante, gubi podršku među muslimanima. U Albaniji dolazi do proturske pobune i Paša gubi kontrolu nad nekim oblastima. Pobunjenici zahtijevaju da se oblasti koje je Srbija zauzela u Prvom balkanskom ratu vrate autonomnoj Albaniji pod turskim suverenitetom. Pod pritiskom pobunjenika, on poziva Srbiju na intervenciju u Albaniji. Prešutan dogovor s Italijom mu je osiguravao novac. Od Grčke je tražio oružje, i zahtijevao da njihove trupe zauzmu oblasti koje drže njegovi neprijatelji.
Vlada Srbije je u prosincu 1914. godine započela pripreme za vojnu intervenciju u Albaniji. Početkom 1915. godine pobunjenici su držali pod opsadom Esad-pašu u Draču i zahtijevali od njega objavu rata Srbiji. U tom trenutku Pašić procjenjuje da je vrijeme za intervenciju. Saveznički diplomati upozoravaju Vladu Srbije da vojna intervencija u Albaniji može izazvati nepoželjan odgovor. Unatoč upozorenjima saveznika, Pašić se odlučio na vojnu intervenciju.
Početkom lipnja 1915. godine u Albaniju je poslano više od 20.000 srpskih vojnika. Oni su zauzeli Elbasan i Tiranu, središta pobune, i oslobodili opkoljenog Esad-pašu u Draču. Uspostavljen je poseban albanski odred za provođenje pacifikacije Albanije i konsolidacije Esad Pašinog režima. Crnogorska vojska koristi situaciju i zauzima Skadar, koji je službeno i dalje pod međunarodnom upravom. Srpska vojna intervencija je izazvala snažno neodobravanje savezničkih diplomata. Pašić je odgovarao da je to privremena akcija i da će se srpska vojska povući čim se učvrsti vlast Esad-paše. S druge strane, Pašić je radio na trajnom vezivanju Albanije za Srbiju.
Srpski ministar unutarnjih poslova Ljubomir Jovanović doputovao je u Tiranu i 28. lipnja 1915. godine (na Vidovdan) potpisao tajni ugovor s Esad Pašom o stvaranju realne unije između Srbije i Albanije. Srbija je sporazumom dobivala sljedeća naselja: Podgradec, Golo Brdo, Debarska Malissia, Ljuma i Has. Zajedničke institucije su podrazumijevale vojsku, carinu, narodnu banku i diplomaciju. Uz pomoć Srbije, Esad Paša je trebao postati knez Albanije. Predviđa se da srpska vojska ostane u nekim albanskim gradovima za progon i uništavanje zajedničkih neprijatelja, dok završne odredbe ugovora ne stupe na snagu. Pašićeva vlada je smatrala Tiranski sporazum najboljim političkim rješenjem albanskog pitanja. Očekivalo se da će sudbina Albanije ponovo biti razmatrana na mirovnoj konferenciji poslije rata, pa je Vlada Srbije željela osigurati teritorije za sebe.

## Povlačenje srpske vojske
Austrougarsko-njemačka ofenziva na Srbiju - s čestim vijestima o porazima i povlačenju srpskih trupa - ponovno je ojačala Esad Pašine protivnike u sjevernoj Albaniji. Krajem 1915. godine desetkovana srpska vojska je započela povlačenje preko Albanije, koje je ostalo upamćeno kao Albanska golgota. Esad pašina žandarmerija je pomagla srpskoj vojsci, osiguravajući sigurne prolaze, smještaj i hranu, i sudjelujući u sukobima s albanskim odredima koji su napadali srpske jedinice i izbjeglice. Kroz oblasti gdje Esad Pašina vlast nije dopirala, srpske trupe su se morale oružjem probijati do jadranskih luka, gde su ih saveznički brodovi čekali. Esad paša objavio je poseban proglas kojim poziva Albance da pomognu srpskoj vojsci. Izdao je naredbu da se na teritoriju Albanije obvezno mora primati srpski dinar kao sredstvo plaćanja da bi se omogućilo srpskim vojnicima koji su se povlačili preko Albanije kupovinu namirnica za svoje potrebe. Također je objavio da srpsku vojsku nitko ne smije napasti, a da će onaj tko je napadne učiniti veliki grijeh. Albanska golgota je predstavljala najveću ratnu tragediju srpskog naroda. Od 220.000 vojnika koji su krenuli preko Albanije prema Krfu, 150.000 ih je stiglo na cilj, a od oko 200.000 izbjeglica jedva je trećina (60.000 ljudi) preživjela. Srpski gubici bi bili daleko teži da Esad Paša nije ostao vjeran sporazumu u tim teškim trenucima.
Esad Paša je 1916. godine objavio rat Austro-Ugarskoj i Središnjim silama. Kada je Austro-Ugarska tijekom 1916. godine okupirala veći dio centralne i sjeverne Albanije, Topani je pobjegao iz zemlje. Na zahtjev talijanske diplomacije, Esad paša je s nekoliko stotina žandara prebačen krajem veljače 1916. godine do grada Brindisija u južnoj Italiji. Usprkos obećanjima da će biti priznat kao albanski knez, i suočavajući se s otvorenim nastojanjem talijanske vlade da ostvari potpun utjecaj nad njim, Esad-paša je nastavio u Francusku da traži podršku od savezničkih diplomata. Neki politički krugovi u Parizu ga čak priznaju kao predsjednika legitimne vlade.

## Aktivnosti kod saveznika
Krajem kolovoza, Esad paša stiže u Solun francuskim brodom. Posredstvom srpske i grčke diplomacije, njegova vlada dobiva status prognanih savezničkih kabineta. Esad-pašin kamp je bio postavljen na Solunskom frontu s oko 1.000 žandara i pristaša. Tijekom boravka u Solunu, Esad je tražio jamstva Francuske i Velike Britanije da po završetku rata Albaniju ne će dati Italiji, i da će biti obnovljena njegova vlast u zemlji. Međutim, general Giacinto Ferrero je početkom juna 1917. godine proglasio Albaniju talijanskim protektoratom. Početkom 1918. godine Francuska preuzima zapovjedništvo nad njegovim jedinicama. Saveznici odlučuju prepustiti kontrolu nad Albanijom Italiji. Nakon toga on sve nade za povratak vlasti polaže u Srbiju.
Po završetku rata, Italija je nadzirala najveći dio Albanije i predstavljala je glavnog suparnika Kraljevini Srba, Hrvata i Slovenaca. Na mirovnoj konferenciji u Parizu Italija je težila osigurati posjed Valone i dobivanje mandata nad ostalim dijelovima Albanije. Italija je podržavala zahtjeve Kosovskog komiteta za pripajanjem Albaniji Kosova i zapadne Makedonije. Pod okriljem Kraljevine SHS, Esad paša je doveo svoju delegaciji na Mirovnu konferenciju u Parizu. Podnio memorandum o Albaniji krajem travnja 1919. godine, kojim nastoji uvjeriti Parišku mirovnu konferenciju da je on jedina legitimna vlast u Albaniji.
U Albaniji, srpska vojska je u onim oblastima iz kojih je istjerala austrougarske trupe pomogala organiziranje Esad Pašinih sljedbenika. Esad Paša je slao poruke svojim pristašama da se vraća u zemlju i savjetovao ih da djeluju u suradnji sa Srbijom protiv Talijana. Na brzinu sazvana narodna skupština sastavljena od njegovih pristaša u Albaniji ga je proglasila za kralja.

## Atentat
Dok se spremao za povratak u Albaniju, Esad Paša je ubijen u atentatu 13. lipnja 1920. godine u Parizu. Ubio ga je Avni Rustemi, politički aktivist i član albanskog parlamenta, vjerujući da je surađujući sa Srbijom izdao interese albanskog naroda. Mnogi Albanci su ovaj atentat smatrali junačkim činom.
Esad-paša pokopan je na srpskom vojničkom groblju na Tijeu u Bolonjskoj šumi, gdje i dan-danas u moru križeva stoji i jedan polumjesec.

## Naslijeđe
U Srbiji se Esad-Paša Toptani smatra tradicionalnim srpskim prijateljem.
U Beogradu jedna ulica u općini Voždovac nosi njegovo ime.
U Albaniji, Esad-Paša se smatra jednim od najvećih izdajnika vlastitog naroda zbog suradnje sa Srbijom tijekom okupacije Albanije.
Iako je Tirana krajem 20. i početkom 21. stoljeća grad u kojem je graditeljstvo i građevinska djelatnost doživjela procvat, kuća obitelji Toptani koja se nalazi u središnjem dijelu Tirane je, iako formalno stavljena pod zaštitu države kao spomenik kulture i pretvorena u muzej, zapuštena, obrasla korovom i u ruševnom stanju, a ulaz u utvrdu u kojem se nalazi je onemogućen za posjetitelje.
Ulica u kojoj se nalazi ulaz u kuću obitelji Toptani nosi naziv Murata Toptanija.

## Vanjske poveznice
- Youtube snimak Esad-pašinog dolaska u Solun 1916. godine zbog sastanka s francuskim generalom